# Ethan Winters
Ethan Winters (イーサン・ウィンターズ?, Īsan Wintāzu) è un personaggio del media franchise Resident Evil che compare in Resident Evil 7: Biohazard e Resident Evil Village, dei quali è protagonista. Ethan è doppiato da Hidenobu Kiuchi in giapponese e da Todd Soley in inglese, mentre la voce italiana è di Renato Novara.
Nonostante abbia ricevuto giudizi positivi, Ethan Winters è stato criticato per essere il personaggio più dimenticabile del franchise di Resident Evil e uno dei peggiori protagonisti di videogiochi di sempre.
Il personaggio è stato ideato da Morimasa Sato, che ha scritto Resident Evil 7: Biohazard e diretto Resident Evil Village.

## Biografia
Ethan Winters è nato nel 1984 negli Stati Uniti d'America e svolge il mestiere di sistemista presso Los Angeles. Nel 2011 ha sposato una donna di nome Mia, la quale, nel 2014, dopo un tragico avvenimento, viene creduta morta dal marito. Nel 2017 Ethan riceve un video-messaggio da Mia in cui gli chiede di venirla a prendere in una casa a Dulvey Parish, una città in Louisiana. Qui, Ethan deve fronteggiare la minaccia di Eveline, un parassita con l'aspetto di una ragazzina, la quale prende possesso di Mia che inizia una lotta contro il marito e rimane apparentemente uccisa da quest'ultimo. Al termine di questo scontro, Ethan viene infettato da Jack Baker, capofamiglia dei Baker, famiglia infettata da Eveline con una muffa detta mutamicete, di cui fanno parte anche la moglie Marguerite e i figli Lucas e Zoe. Grazie all'aiuto di Zoe Ethan riesce a trovare una cura per l'infezione e a fuggire dalla magione dei Baker dopo essersi sbarazzato di Jack e Marguerite, arrivando a uccidere Eveline in forma mutata grazie all'aiuto di Chris Redfield.
Nel 2021, più di tre anni dopo gli eventi in Louisiana, Ethan è stato trasferito in Romania da Chris assieme a Mia, con la quale nel frattempo ha avuto una figlia, Rosemary (Rose). Una notte, Chris irrompe nella casa dei coniugi, spara a bruciapelo a Mia e rapisce Rose, spingendo Ethan a trovare una spiegazione per il comportamento malvagio del suo vecchio amico. Ethan viene caricato su un camion, che tuttavia finisce per deragliare in un villaggio sperduto. Ethan scopre presto da un mercante chiamato Duca che il villaggio è controllato dai signori di quattro casate: Alcina Dimitrescu, Donna Beneviento, Karl Heisemberg e Salvatore Moreau, i quali obbediscono a un'entità di nome Madre Miranda. Durante la sua avventura, Ethan scopre che Rose è stata divisa in pezzi e che questi sono stati inseriti in quattro flaconi, ma che sua figlia può tornare in vita grazie a una sorta di "Cerimonia". Ethan apprende da Chris che Miranda aveva sostituito Mia e che quando le ha sparato Miranda ha finto la sua morte per poi attaccare il camion su cui era stata trasportata. Dopo essersi sbarazzato dei signori del villaggio Ethan va a chiudere i conti con Miranda mentre questa completa la Cerimonia facendo tornare in vita Rose, ma lo scontro lo lascia gravemente ferito e così affida la figlia a Chris, sacrificandosi per detonare una bomba che fa esplodere il villaggio.

## Caratteristiche
Ethan è un uomo comune che, dopo essere stato infettato dal mutamicete, guadagna un fattore rigenerativo con una rapidità fuori dal comune che lo rende praticamente immortale, permettendogli di guarire anche dalle ferite più letali, come quando la moglie Mia, in preda al controllo mentale di Eveline, lo ha ripetutamente pugnalato per poi segargli il braccio sinistro; o come quando Jack Baker gli ha tagliato una gamba con una pala per poi offrirgli una soluzione medica con la quale Ethan è riuscito a riattaccarsela; oppure quando Alcina Dimitrescu gli ha tagliato la mano destra con le sue unghie mentre tentava di fuggire dal suo castello e quando Madre Miranda gli ha cavato il cuore dal petto.
Il personaggio di Ethan differisce dai precedenti protagonisti del franchise d'appartenenza poiché, a differenza di personaggi come Chris Redfield o Leon Scott Kennedy, lui è motivato, sia in Resident Evil 7: Biohazard che in Resident Evil Village, dalla sua relazione personale con la sua famiglia.
Nel suo libro Videogames and Horror: From Amnesia to Zombies, Run!, durante una sua discussione sulle allusioni di Resident Evil 7: Biohazard al cinema dell'orrore, Dawn Stobbart ha menzionato diverse somiglianze tra l'avventura di Ethan Winters e il film slasher del 1974 Non aprite quella porta, come quando Ethan si sveglia a un macabro banchetto a base di viscere e carne umana in compagnia dei Baker, scena che richiamerebbe una analoga con Sally Hardesty, un personaggio ricorrente nel franchise cinematografico.

## Sviluppo e merchandising
Secondo Morimasa Sato, scrittore di Resident Evil 7: Biohazard e direttore di Resident Evil Village, inizialmente Capcom aveva concepito Ethan come "una semplice telecamera per il giocatore, un personaggio trasparente". Mentre pianificava Resident Evil Village, Capcom iniziò a maturare un attacco emotivo a Ethan e voleva dargli un ruolo più importante che nel settimo capitolo, difatti il produttore di Village Peter Fabiano ha dichiarato che la squadra voleva che i giocatori "sperimentassero Village dal punto di vista di Ethan", con Morimasa Sato che ha descritto Village come "la storia di Ethan nell'interezza del personaggio".
Il volto di Ethan non è mai stato ufficialmente mostrato e rimane nascosto per tutta la durata di Resident Evil 7: Biohazard e Resident Evil Village, tuttavia una versione inutilizzata del modello del personaggio di Ethan ha caratteristiche facciali completamente definite.
Per la promozione di Resident Evil Village, nel settembre 2020 Capcom ha pubblicato un diario di sviluppo intitolato The Making of Resident Evil Village: Winter Comes for Ethan, in cui i membri dello staff discutono del ruolo di Ethan all'interno del gioco. La deluxe edition del gioco include un libro intitolato The Tragedy of Ethan Winters.

## Accoglienza
Il personaggio di Ethan Winters ha ricevuto un'accoglienza mista da parte delle testate del settore. Destructoid attribuisce il successo commerciale di Resident Evil 7: Biohazard al ruolo di Ethan all'interno del gioco. GamesRadar+ ha dichiarato che "il ritorno di Ethan come protagonista di Resident Evil Village non ha precedenti", notando che Capcom non aveva mai dedicato a un singolo protagonista due capitoli consecutivi della serie principale di Resident Evil. Destructoid e Escapist Magazine hanno affermato che "l'ambiente sgradevole che circonda un Ethan ben vestito delinea l'aspetto che può avere un eroe moderno", sostenendo che Ethan "stravolge la tradizione poiché è in contrasto con ciò che costituisce un normale protagonista di Resident Evil, visto che la serie offriva solitamente poliziotti e militari altamente competenti come personaggi giocanti" e che "un uomo qualunque non qualificato che sopravvive a difficoltà apparentemente insormontabili sovverte le aspettative dei giocatori su Resident Evil 7: Biohazard"; inoltre Escapist Magazine ha affermato che "un mondano padre di famiglia desideroso di salvare sua moglie è il protagonista perfetto per la storia del gioco, in cui la violenza domestica sia fisica che metaforica costituisce il nucleo della filosofia dell'incontro del gioco".
Den of Geek ha definito Ethan "il peggior protagonista di un Resident Evil e persino dei videogiochi in generale", citando "pessimo doppiaggio, pessima scrittura, relazioni discutibili" e altri difetti. Game Informer ha trovato la personalità di Ethan "trasparente come gli spettri che incontra", sostenendo che il personaggio è stato reso al giocatore "come un paio di mani che impugnano un'arma" e rimproverando a Capcom di aver fatto ben poco per "stabilire una connessione con il mondo che lo circonda a causa del silenzio del personaggio durante l'avventura e delle sue reazioni indifferenti di fronte al pericolo". L'edizione tedesca di GamePro ha affermato che l'importanza di Ethan in Resident Evil Village ha smorzato il suo entusiasmo per il gioco, esprimendo una preferenza per un protagonista che sia adeguatamente sviluppato. Secondo PC Gamer "noioso" o "generico" possono essere gli attributi più positivi da dare a Ethan in relazione alle esperienze di gioco del settimo e dell'ottavo capitolo della serie principale di Resident Evil. Secondo Kotaku "Capcom si rende divertente grazie ai suoi persistenti tentativi di nascondere la faccia di Ethan dietro alle armi che brandisce all'interno dell'arte promozionale".
Nel 2021 Epic Games ha pubblicato un sondaggio per i giocatori di Fortnite per valutare il loro interesse nell'inclusione di Ethan Winters insieme a Jill Valentine e Lady Dimitrescu come skin per il gioco.